# Dichiarazione comune cattolico-ortodossa del 1965
La Dichiarazione comune cattolico-ortodossa del 1965 fu uno dei Dialoghi con le Chiese ortodosse intrapresi dalla Chiesa cattolica. Il documento, con il fine di una riconciliazione tra la Chiesa romana e la Chiesa ortodossa, fu letto contemporaneamente il 7 dicembre 1965 in un incontro pubblico nell'ambito del Concilio Vaticano II a Roma ed in occasione di una cerimonia speciale a Costantinopoli.
Esso precisò che lo scambio di scomuniche che avvenne nel 1054 fra il papa Leone IX ed il patriarca Michele Cerulario e che fu motivo scatenante del Grande Scisma deve essere inteso fra le persone interessate e non fra le Chiese: che quindi tali documenti non intendevano rompere la comunione ecclesiastica, né tra le due Chiese interessate che con le altre, estranee al fatto.
Questi grandi eventi non pongono fine al Grande Scisma, ma senz'altro mostrano il desiderio di una maggiore unità fra le due più antiche confessioni cristiane, oggi rappresentate dal papa Paolo VI e dal patriarca Atenagora I.
Riconciliazione tra le due Chiese
Un evento storico di grande rilevanza ebbe luogo il 5 gennaio 1964, quando il patriarca Atenagora I e papa Paolo VI si incontrarono a Gerusalemme: il loro "abbraccio di pace" e la loro dichiarazione di riconciliazione costituiscono il primo atto ufficiale congiunto delle due Chiese dallo scisma del 1054 e dal Concilio unionista di Firenze del 1439. La Dichiarazione comune cattolico-ortodossa del 1965 fu letta contemporaneamente il 7 dicembre 1965 in un incontro pubblico nell'ambito del Concilio Ecumenico Vaticano II a Roma e in occasione di una cerimonia speciale a Costantinopoli: precisò che lo scambio di scomuniche del 1054 era fra le persone interessate e non fra le Chiese, e che tali censure non intendevano rompere la comunione ecclesiastica fra le Sedi apostoliche di Roma e Costantinopoli, e tantomeno colle altre 3 sedi orientali estranee ai fatti. Questi grandi eventi se non poterono porre fine allo storico Grande Scisma tra le due Chiese, senz'altro mostrarono il desiderio di un percorso di riconciliazione fra Oriente e Occidente.
Papa Paolo VI nel 1967 si recò poi in Turchia al Patriarcato ortodosso. Il 25 luglio ha visitato Istanbul, ha visitato la Cattedrale dello Spirito Santo nel quartiere di Pangaltı, ha incontrato il presidente della Turchia Cemal Gürsel, ha visitato la chiesa ortodossa patriarcale di San Giorgio, ha incontrato per la seconda volta il patriarca ecumenico di Costantinopoli Atenagora, oltre al patriarca armeno Snork Kalustian,  il capo religioso musulmano di Istanbul, l'Hakham Bashi (rabbino capo) di Istanbul. Il 26 luglio ha visitato a Smirne la Cattedrale di San Giovanni e incontrato le autorità locali, poi ha incontrato la comunità ortodossa di Efeso ed infine ritornato a Smirne da dove è ripartito per Roma. La visita sarà subito ricambiata nello stesso anno dal patriarca Atenagora a Roma in Vaticano.
Il 30 novembre 1979, festa di S. Andrea, durante la visita di papa Giovanni Paolo II al patriarca Demetrios I fu proclamata l'istituzione del dialogo teologico ufficiale tra la Chiesa ortodossa orientale e la Chiesa cattolica occidentale, mediante una Commissione teologica mista. Il patriarca restituì la visita in Vaticano nel 1987, ricordando il XVI centenario del Concilio di Costantinopoli I con la comune recitazione in greco del Credo niceno-costantinopolitano. Come poi ricordato nell'enciclica papale Ut unum sint.
Le visite reciproche, senza precedenti, del papa e del patriarca di Costantinopoli sono il risultato dell'avvenuta eliminazione di molti ostacoli storici, che ha portato a una ripresa del dialogo fra i due "polmoni" della Cristianità, per la prima volta dopo oltre 500 anni: questi eventi storici sono altri importanti segni di speranza nella strada di risoluzione della separazione tra i cristiani.
Il 27 novembre 2004, per "promuovere l'unità dei Cristiani", papa Giovanni Paolo II restituì parte delle reliquie dei patriarchi Giovanni Crisostomo e Gregorio Nazianzeno a Costantinopoli. I resti di Giovanni Crisostomo furono presi come bottino di guerra da Costantinopoli dai Crociati nel 1204, e forse anche le spoglie di Gregorio Nazianzeno, anche se la Santa Sede sostiene che le ossa del secondo santo furono portate a Roma da monaci bizantini nell'VIII secolo.
Il patriarca di Costantinopoli Bartolomeo I, insieme con altri capi delle Chiese autocefale orientali, ha presenziato ai funerali di papa Giovanni Paolo II, l'8 aprile 2005. Questa fu la prima occasione dopo molti secoli nella quale un patriarca ortodosso ha assistito ai funerali di un papa, ed è considerata da molti un serio segno della ripresa del dialogo verso la riconciliazione.
Nel corso del suo viaggio pastorale in Turchia, il 30 novembre 2006, papa Benedetto XVI ha incontrato il patriarca Bartolomeo I, firmando una dichiarazione congiunta^1 e ribadendo la necessità del dialogo fra le due Chiese.  Dialogo che incontra ancora difficoltà in relazione alle Chiese cattoliche orientali, in genere divenute tali perché Chiese di stati cattolici, che le Chiese ortodosse riterrebbero "traditrici", e del proselitismo nel territorio canonico delle altre Chiese (ma a prescindere dal riconoscimento reciproco).
Anche Francesco poi ha visitato il patriarca Bartolomeo a Costantinopoli e questo ha restituito la visita a Roma. Dove il 19 marzo 2013 ha presenziato, per la 1ª volta, anche all'insediamento di papa Francesco. Nel 2014, nel 50ºanniversario, nuovo incontro del papa e del patriarca a Gerusalemme. Importante la visita congiunta e col primate greco per i rifugiati a Lesbo del 2016. Molte sono state poi le visite di Bartolomeo a Roma ed in varie località dell'Italia.
Sulla situazione esistente Franco Cardini ha avuto modo di scrivere su una differenza basilare tra le due Chiese da cui dipese lo Scisma del 1054 Lo storico fiorentino risale alle origini degli avvenimenti che lo determinarono facendo notare che in Occidente con le invasioni barbariche e il disfacimento dell'Impero che si consumerà fino a Carlo Magno, quando questo fu riesumato dal Papa, «tra il V e il IX secolo i vescovi dovettero sempre più spesso assumere anche funzioni di governo, incluse le militari». Cose che però c'entrano gran poco con le divergenze reali o presunte tra le due Chiese attorno al mille.
Inoltre che il papa di Roma (patriarca d'Occidente), sarebbe divenuto progressivamente primus inter pares. Mentre in Oriente il patriarca di Costantinopoli non sopravvanzò quelli delle altre tre sedi patriarcali quali Antiochia o Alessandria o Gerusalemme in quanto il ruolo di vero capo della Chiesa bizantina «spettò sempre in pratica all'imperatore» d'Oriente.^2 Cosa smentita dall'assunzione arbitraria del titolo di ecumenico da parte di Giovanni IV tra le proteste degli altri patriarchi (dopo il sorpasso al 2º posto perché capitale imperiale) nonché dalla nomina di patriarchi greci fedeli nelle altre tre storiche sedi apostoliche.